# Línea 430 (Buenos Aires)
La línea 430 es una línea de colectivos interurbana de Argentina. Une Puente Saavedra con Estación Benavídez, específicamente rotonda Alvear y Pacheco 
El servicio es operado por Grupo MOTSA, bajo el nombre de Línea Sesenta SA.

## Recorrido
Ida: Desde la Estación de Transferencia de Transporte Público de Pasajeros de Corta y Media Distancia (Maipú 75) por Avenida Maipú, Juan Zufriategui, Avenida General Paz, Autopista Ingeniero Pascual Palazzo, Acceso Norte (Ramal Tigre), Liniers, 25 de Mayo, José Manuel Estrada, Sargento Díaz, Liniers, Santa María de Las Conchas (Ruta Provincial N° 27) hasta Gobernador Doctor Marcelino Ugarte.
Regreso: Desde Santa María de Las Conchas (Ruta Provincial N° 27) y Gobernador Doctor Marcelino Ugarte por Santa María de Las Conchas (Ruta Provincial N° 27), Liniers, Acceso Norte (Ramal Tigre), Autopista Ingeniero Pascual Palazzo, Avenida General Paz, Puente Zapiola, Juan Zufriategui, Avenida Maipú hasta la Estación de Transferencia de Transporte Público de Pasajeros de Corta y Media Distancia (Maipú 75).